# Grbavci (Podgorica)
Pour les articles homonymes, voir Grbavci.
Grbavci (en serbe cyrillique : Грбавци) est un village de l'est du Monténégro, dans la municipalité de Podgorica.

## Démographie

### Évolution historique de la population[1]
| 1948 | 1953 | 1961 | 1971 | 1981 | 1991 | 2003 |
| ---- | ---- | ---- | ---- | ---- | ---- | ---- |
| 395  | 443  | 438  | 471  | 465  | 466  | 552  |